# Pavel Dybenko
 Der er for få eller ingen kildehenvisninger i denne artikel, hvilket er et problem. Du kan hjælpe ved at angive troværdige kilder til de påstande, som fremføres i artiklen.

Pavel Jefimovitj Dybenko (russisk: Павел Ефимович Дыбенко, tr. Pavel Jefimovitj Dybenko; ukrainsk: Дибенко Павло Юхимович; født 16. februar 1889, død 29. juni 1938) var en russisk revolutionær og ledende sovjetisk officer under Oktoberrevolutionen. Han blev henrettet under Moskva-processerne.

## Bøger af Dybenko
- The Depths of the Tzarist Navy (В недрах царского флота), 1919;
- The Rebels (Мятежники), 1923;
- October on Baltics (Октябрь на Балтике) 1934;
- The Baltic revolutionaries (Революционные балтийцы)
- From the Depth of the Tzarist Navy to the Great October (Из недр царского флота к Великому Октябрю)

1. ↑  Navnet er anført på engelsk og stammer fra Wikidata hvor navnet endnu ikke findes på dansk.